# Vermilion (Illinois)
Vermilion es una villa ubicada en el condado de Edgar en el estado estadounidense de Illinois. En el Censo de 2010 tenía una población de 225 habitantes y una densidad poblacional de 114,16 personas por km².

## Geografía
Vermilion se encuentra ubicada en las coordenadas 39°34′48″N 87°35′16″O / 39.58000, -87.58778. Según la Oficina del Censo de los Estados Unidos, Vermilion tiene una superficie total de 1.97 km², de la cual 1.97 km² corresponden a tierra firme y (0%) 0 km² es agua.

## Demografía
Según el censo de 2010, había 225 personas residiendo en Vermilion. La densidad de población era de 114,16 hab./km². De los 225 habitantes, Vermilion estaba compuesto por el 99.56% blancos, el 0% eran afroamericanos, el 0% eran amerindios, el 0% eran asiáticos, el 0% eran isleños del Pacífico, el 0% eran de otras razas y el 0.44% pertenecían a dos o más razas. Del total de la población el 1.78% eran hispanos o latinos de cualquier raza.